# Dafydd Bullock
Pour les articles homonymes, voir Bullock.
Dafydd Bullock, né en 1953 à Llanberis, est un compositeur, chef d'orchestre et enseignant gallois. Il vit au Luxembourg depuis 1983. Il est actuellement[Quand ?] enseignant à l'école européenne de Luxembourg.

## À noter
Dafydd Bullock a composé des œuvres pour le cor des Alpes.